# Zlatá (Kynšperk nad Ohří)

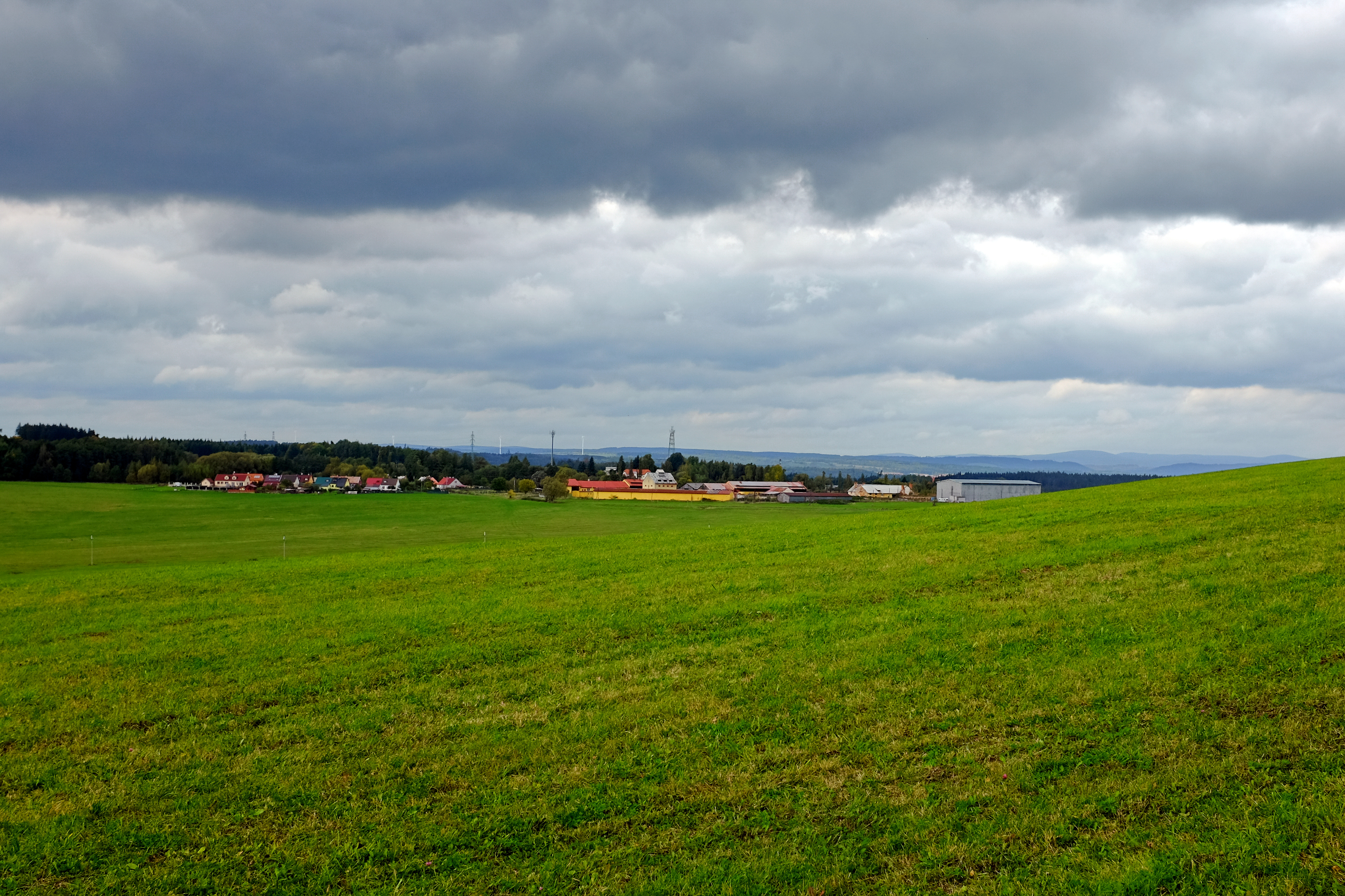
Blick von Süden auf das Dorf

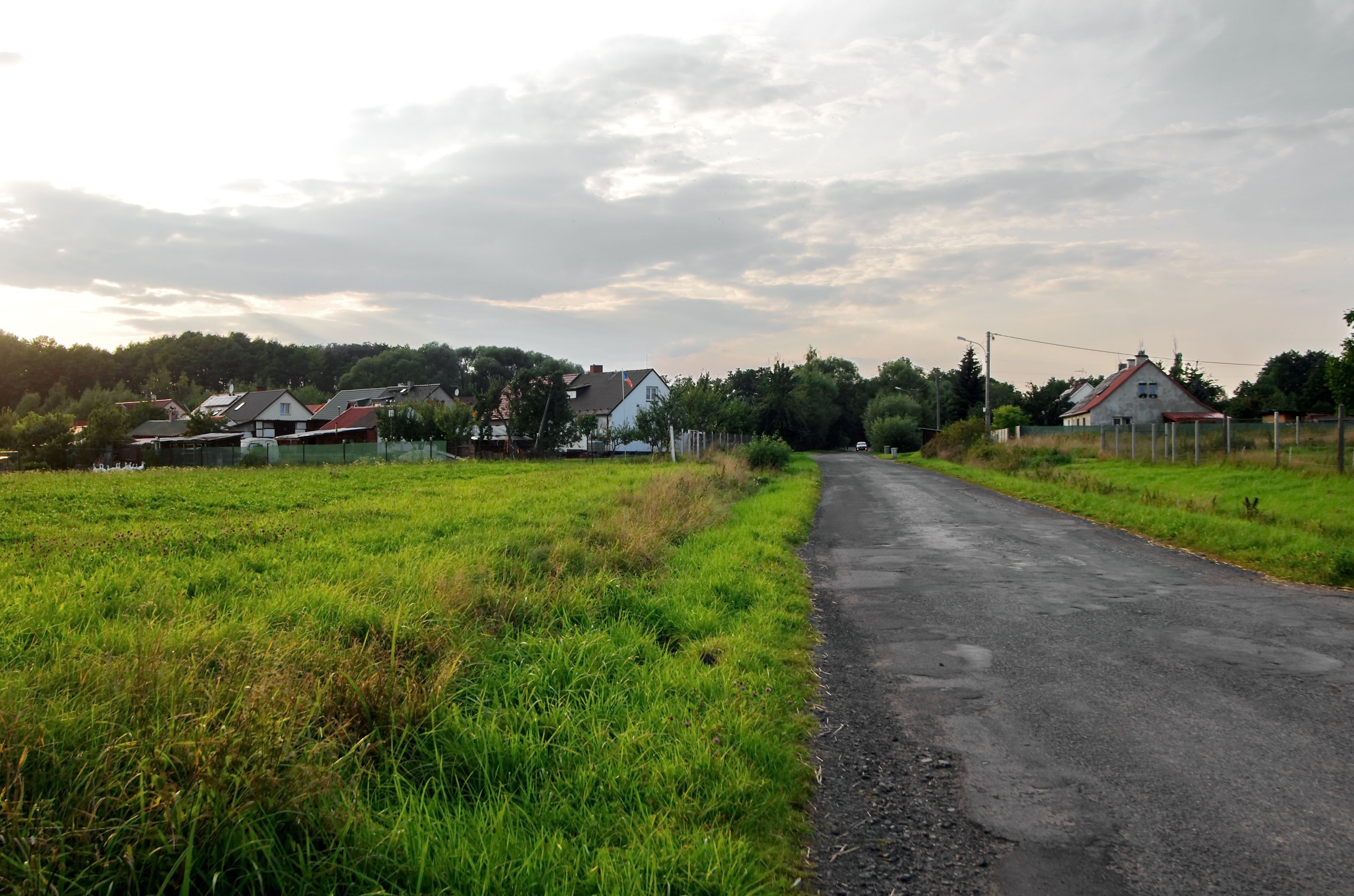
Siedlung im südlichen Teil von Zlatá

Zlatá, bis 1947 Golddorf, ist ein Ortsteil der Stadt Kynšperk nad Ohří in Tschechien. Er liegt vier Kilometer südöstlich von Kynšperk nad Ohří und gehört zum Okres Sokolov.

## Geographie
Zlatá befindet sich linksseitig des Baches Malá Libava (Kleine Liebau) auf einer größeren Rodungsinsel im Nordwesten des Slavkovský les (Kaiserwald). Der Ort liegt am Rande des Landschaftsschutzgebietes Slavkovský les. Nordwestlich erheben sich der Smrčný (Kocher, 524 m. n.m.) und der Hradiště (512 m. n.m.) mit dem Burgstall Kager. Durch das Dorf führt die Staatsstraße II/606 zwischen Kamenný Dvůr und Březová, von der in der Siedlung die II/212 nach Lázně Kynžvart abzweigt. Im Westen und Norden wird das Dorf von der Autobahn D 6 umfahren. Im nördlichen Teil der Gemarkung auf der Flurgrenze mit Kolová steht das Gefängnis Kynšperk nad Ohří. Gegen Osten erstreckt sich das Wildgehege Studánka.
Nachbarorte sind Libavské Údolí, Chlumek und Šabina im Norden, Silnice und Nordosten, Kostelní Bříza und Bystřina im Osten, Dvorečky und die Wüstungen Zadní Domky und Týmov im Südosten, Štědrá und die Wüstung Libava im Süden, Podlesí und Kamenný Dvůr im Südwesten, Dobroše im Westen sowie Kynšperk nad Ohří und Kolová im Nordwesten.

## Geschichte
Golddorf wurde zum Ende des 18. Jahrhunderts durch die Besitzer der Herrschaft Königsberg gegründet. Die erste urkundliche Erwähnung erfolgte 1797.
Im Jahre 1845 bestand das im Elbogener Kreis gelegene Dominikaldorf Golddorf bzw. Goldlohdorf aus 30 Häusern mit 199 deutschsprachigen Einwohnern. Haupterwerbsquellen bildeten der Feldbau und die Viehzucht. Pfarrort war Königsberg. Bis zur Mitte des 19. Jahrhunderts blieb Golddorf der Herrschaft Königsberg untertänig.
Nach der Aufhebung der Patrimonialherrschaften bildete Golddorf ab 1850 einen Ortsteil der Gemeinde Steinhof im Gerichtsbezirk Falkenau. Ab 1868 gehörte das Dorf zum Bezirk Falkenau. 1869 bestand Golddorf aus 33 Häusern und hatte 225 Einwohner. Im Jahre 1900 lebten 216 Personen in Golddorf, 1910 waren es 218. Nach dem Ersten Weltkrieg zerfiel der Vielvölkerstaat Österreich-Ungarn, das Dorf wurde 1918 Teil der neu gebildeten Tschechoslowakischen Republik. Beim Zensus von 1921 lebten in den 36 Häusern des Dorfes 206 Deutsche. Im Jahre 1930 bestand Golddorf aus 37 Häusern und hatte 196 Einwohner. Nach dem Münchner Abkommen wurde Golddorf 1938 dem Deutschen Reich zugeschlagen und gehörte bis 1945 zum Landkreis Falkenau an der Eger. Nach der Aussiedlung der deutschen Bewohner nach Ende des Zweiten Weltkrieges wurde das Dorf nur schwach wiederbesiedelt. 1947 wurde Golddorf in Zlatá umbenannt, zugleich erhielt die Gemeinde Steinhof den Namen Kamenný Dvůr. Im Jahre 1950 hatte das Dorf nur noch 97 Einwohner und bestand aus 22 Häusern. Zusammen mit Kamenný Dvůr wurde Zlatá 1961 nach Kynšperk nad Ohří eingemeindet. In den Jahren 1976–1983 entstand auf den Wiesen zwischen Zlatá und Kolová eine Kaserne; sie wurde 1985 von der Tschechoslowakischen Armee bezogen. Der Militärstandort wurde nach der Samtenen Revolution aufgehoben und die Gebäude 1995 dem Strafvollzug übergeben. Nach ersten Umbauten erfolgte Anfang 1996 die Inbetriebnahme mit 20 Insassen als Außenstelle Kynšperk – Kolová des Gefängnisses Horní Slavkov. Mit Beginn des Jahres 2000 erhielt das Gefängnis Kynšperk nad Ohří den Charakter einer eigenständigen Justizvollzugsanstalt, in der 2001 576 Männer verwahrt wurden. Beim Zensus von 2001 lebten in den 39 Wohnhäusern von Zlatá 89 Personen. Nach Abschluss der Umbauarbeiten  hat das Gefängnis jetzt 753 Unterbringungsplätze. Die Verelffachung der Bevölkerung auf 975 Einwohner (2011) ist auf das Gefängnis zurückzuführen.

## Ortsgliederung
Der Katastralbezirk Zlatá u Kynšperka nad Ohří umfasst die Ortsteile Dvorečky (Krainhof) und Zlatá (Golddorf) sowie die Wüstung Libava (Liebau).